# Broken Bells
Broken Bells – amerykański zespół grający muzykę z gatunku Indie Rock i Rock alternatywny. Został założony w 2009 roku przez Briana Burtona (bardziej znanego jako Danger Mouse) i Jamesa Mercera. Pierwszy z nich był wcześniej producentem w grupach takich jak Gnarls Barkley i Gorillaz, natomiast drugi, James Mercer, jest wokalistą w alternatywno-popowej grupie The Shins. Debiutancki album Broken Bells został wydany przez Columbia Records na początku marca 2010 roku. Na pierwszy singiel promujący album wybrano piosenkę „The High Road”. Wydano ją pod koniec grudnia 2009r. 
W lutym 2014 roku zespół wypuścił album After The Disco, który spotkał się z przychylnym odbiorem przez krytyków. Amerykański magazyn Alternative Press ocenił album w skali 4/5 gwiazdek, a dwutygodnik Rolling Stones 3,5/5 gwiazdek.

## Dyskografia

### Albumy studyjne
| Rok  | Szczegóły                                                                   | Pozycje | Pozycje | Pozycje | Pozycje | Pozycje | Pozycje | Pozycje | Pozycje |
| Rok  | Szczegóły                                                                   | US      | US Alt. | US Rock | AUS     | CAN     | DNK     | SWE     | UK      |
| ---- | --------------------------------------------------------------------------- | ------- | ------- | ------- | ------- | ------- | ------- | ------- | ------- |
| 2010 | Broken Bells - Data wydania: 9 marca 2010 - Wytwórnia: Columbia Records     | 7       | 2       | 3       | 20      | 16      | 14      | 40      | 47      |
| 2014 | After The Disco - Data wydania: 4 lutego 2014 - Wytwórnia: Columbia Records | 5       | 1       | 1       | 14      | 3       | 22      | —       | 12      |